# Львівський педагогічний інститут
Львівський держа́вний педагогі́чний інститут — державний заклад вищої педагогічної освіти у Львові.

## Історія
Існував у 1940—1941 та 1944—1960 роках.
У лютому 1960 року Львівський педагогічний інститут переведено у Дрогобич та об'єднано з Дрогобицьким педагогічним інститутом імені Івана Франка.

### Ректори (директори) інституту
- 1944—1948 — Смолінський Сергій Михайлович;
- 1950—1960 — Ломов Григорій Іванович.

### Викладачі
- Іщенко Ілля Тимофійович;
- Макаєв Володимир Кирилович;
- Тесленко Іван Федорович;
- Яременко Порфирій Кирилович.

### Гуртожитки
- Гуртожиток № 4 містився в будинку на вул. Зеленій, 53.
- Гуртожиток № 7 містився в будинку на вул. Зеленій, 55.